# Joop Stierhout
Joop Stierhout (Arnhem, 28 maart 1911 – Amsterdam, 11 maart 1997) was een Nederlands impressionistische kunstschilder. Hij kreeg bekendheid vanwege de haven- en stadsgezichten van zijn woonplaats Amsterdam. Joop Stierhout schilderde in de stijl en traditie van de Haagse School. 

## Carrière
Na de kunstacademie in zijn geboorteplaats Arnhem vestigde Stierhout zich in Amsterdam. In de periode voor de Tweede Wereldoorlog schilderde hij vaak landschapstaferelen in het Gooi en de Vechtstreek. De oorlog belette hem echter op kunstreis te gaan.
Na de oorlog gaat hij niet met de populariteit van het modernisme mee, maar legt zich toe op traditioneel vakmanschap bij stadsgezichten, portretten en bloemstillevens. Vanaf de tachtiger jaren krijgen zijn stadsgezichten een lichter coloriet na een verblijf in de Franse Provence.
Voor zijn religieuze voorstelling ‘Hagar en Ismaël’ (collectie Museum voor religieuze kunst te Uden) kreeg hij in 1938 een nominatie voor de Prix de Rome.